# شین کارسون
شین کارسون (انگلیسی: Shayne Corson؛ زادهٔ ۱۳ اوت ۱۹۶۶) بازیکن هاکی روی یخ اهل کانادا است.
از باشگاه‌هایی که در آن بازی کرده‌است می‌توان به ادمونتون اویلرز و مونترآل کانادینز اشاره کرد.